# 대부인
대부인(大夫人)는 고려·조선시대 외명부(外命婦)의 작위(爵位)이다.

## 용례
- 고려 시대 왕비(王妃)의 외할머니에게 내려준 작위.
- 고려•조선 시대 왕비의 살아있는 모친이나 돌아간 모친에게 내려준 작위.
- 고려 공양왕(恭讓王) 3년(1391) 외명부의 정•종3품에 해당하는 작위로서 문•무관 3품 관직을 지닌 사람의 어머니에게 내린 작위.

## 참고 문헌
- 『한국고전용어사전』(2001년)